# Галузь знань
Галузь знань — гармонізована з Міжнародною стандартною класифікацією освіти широка предметна область освіти і науки, що включає групу споріднених спеціальностей. В Україні перелік галузей знань затверджує уряд. Чинний перелік затверджений наказом від 29 квітня 2015 року.